# Рисагер, Йенс
Йенс Рисагер (дат. Jens Risager; род. 9 апреля 1971, Хернинг, Рингкёбинг) — датский футболист, выступавший на позиции защитник. Известен по выступлениям за «Брондбю» и сборную Дании. Участник летних Олимпийских игр в Барселоне, а также чемпионата Европы 1996 года.

## Клубная карьера
Рисагер родился в Хернинге и начал карьеру в одном из местных любительских футбольных клубов. В январе 1990 года он заключил контракт с клубом «Брондбю». В своем первом сезоне Йенс помог клубу выиграть чемпионат Дании. В 1991 году он был частью команды, которая дошла до полуфинала Кубка УЕФА. В 1992 году Рисагер выступал на правах аренды за клуб второй лиги «Искаст».
Йенс всю карьеру провел в «Брондбю» в составе которого ещё 4 раза выиграл Датскую Суперлигу и дважды стал обладателем Кубка Дании. В 1998 году в возрасте 27 лет он завершил карьеру футболиста из-за остеоартроза в колене.

## Международная карьера
В 1992 году в составе национальной команды Рисагер выступал на Олимпийских играх в Барселоне. В 1994 году он дебютировал за сборную Дании. В 1995 году Йенс в составе национальной сборной выиграл Кубок Короля Фахда, приняв участие во всех матчах. В 1996 году он был включен в заявку на участие в чемпионате Европы в Англии. На турнире он принял участие во встрече против сборной Португалии. Йенс был признан одним из виновников пропущенного датчанами гола, так как не смог помешать Рикардо Са Пинту в эпизоде в пропущенным голом. Рисагер взял вину на себя и в оставшихся матчах был заменен на Микаэля Шёнберга.

## Статистика

### Матчи Рисагера за сборную Дании
| Матчи Рисагера за сборную Дании | Матчи Рисагера за сборную Дании | Матчи Рисагера за сборную Дании | Матчи Рисагера за сборную Дании | Матчи Рисагера за сборную Дании | Матчи Рисагера за сборную Дании |
| ------------------------------- | ------------------------------- | ------------------------------- | ------------------------------- | ------------------------------- | ------------------------------- |
| №                               | Дата                            | Соперник                        | Счёт                            | Голы Рисагера                   | Соревнование                    |
| 1                               | 12 октября 1994                 | Бельгия                         | 3:1                             | —                               | Чемпионат Европы 1996 (отбор)   |
| 2                               | 16 ноября 1994                  | Испания                         | 0:3                             | —                               | Чемпионат Европы 1996 (отбор)   |
| 3                               | 8 января 1995                   | Саудовская Аравия               | 2:0                             | —                               | Кубок короля Фахда 1995         |
| 4                               | 10 января 1995                  | Мексика                         | 1:1                             | —                               | Кубок короля Фахда 1995         |
| 5                               | 13 января 1995                  | Аргентина                       | 2:0                             | —                               | Кубок короля Фахда 1995         |
| 6                               | 16 августа 1995                 | Армения                         | 2:0                             | —                               | Чемпионат Европы 1996 (отбор)   |
| 7                               | 6 сентября 1995                 | Бельгия                         | 3:1                             | —                               | Чемпионат Европы 1996 (отбор)   |
| 8                               | 11 октября 1995                 | Испания                         | 1:1                             | —                               | Чемпионат Европы 1996 (отбор)   |
| 9                               | 15 ноября 1995                  | Армения                         | 3:1                             | —                               | Чемпионат Европы 1996 (отбор)   |
| 10                              | 27 марта 1996                   | Германия                        | 0:2                             | —                               | Товарищеский матч               |
| 11                              | 24 апреля 1996                  | Шотландия                       | 2:0                             | —                               | Товарищеский матч               |
| 12                              | 2 июня 1996                     | Гана                            | 1:0                             | —                               | Товарищеский матч               |
| 13                              | 9 июня 1996                     | Португалия                      | 1:1                             | —                               | Чемпионат Европы 1996           |

Итого: 13 матчей / 0 голов; 8 побед, 3 ничьи, 2 поражения.

## Достижения
Командные
«Брондбю»
- Чемпионат Дании по футболу — 1990, 1991, 1995/96, 1996/97, 1997/98
- Обладатель Кубка Дании — 1994, 1998

Международные
Дания
- Кубок Короля Фахда — 1995